# Francis Walshe
Ngài Francis Martin Rouse Walshe, FRS  (19 tháng 9 năm 1885 - 21 tháng 2 năm 1973) là một nhà thần kinh học người Anh.

## Nghề nghiệp
Ông sinh ra ở London và được giáo dục tại Prior Park College, Bath từ 1898 đến 1901 và tại University College School, London từ 1901 đến 1903. Sau đó, ông học y tại Bệnh viện Đại học College, London từ năm 1903 đến 1910 và được trao bằng Cử nhân năm 1908 và MB năm 1910. Sau khi tổ chức một cuộc hẹn tại nhà ở Đại học trong một năm, ông chuyển đến làm việc tại Bệnh viện Quốc gia, Queen Square, London với tư cách là Bác sĩ nội trú và Cán bộ Y tế Nội trú. Ông đã được trao giải MD năm 1912 và được bầu làm Thành viên của Đại học Bác sĩ Hoàng gia năm 1913.
Trong Chiến tranh thế giới thứ nhất, ông làm việc trong Quân đội Y tế Hoàng gia với tư cách là nhà tư vấn thần kinh học cho các lực lượng Anh ở Ai Cập và Trung Đông từ 1915-1919. Ông đã được trao tặng một OBE vào năm 1919 và được bầu làm thành viên của Đại học Bác sĩ Hoàng gia năm 1920. Là một bác sĩ, ông đã đi tiên phong trong việc mô tả và phân tích các phản xạ của con người về mặt sinh lý.
Năm 1921, ông được bổ nhiệm làm Bác sĩ danh dự tại Bệnh viện Quốc gia Queen Square và năm 1924 Bác sĩ danh dự tại Bệnh viện Đại học. Ông đã được trao một DSc vào năm 1924 và từ 1937 đến 1953 là biên tập viên của Brain, trong đó ông đã xuất bản các bài báo quan trọng về chức năng của vỏ não liên quan đến vận động và về sinh lý thần kinh liên quan đến nhận thức về cơn đau.
Ông chết gần Huntingdon năm 1973.

## Danh hiệu và giải thưởng
- 1929: Bài giảng Oliver Sharpey tại Đại học Bác sĩ Hoàng gia
- 1941: Tiến sĩ danh dự, Đại học Quốc gia Ireland
- 1946: Được bầu là một thành viên của Hiệp hội Hoàng gia.[1]
- 1948: Harveian Oration, Đại học Bác sĩ Hoàng gia Luân Đôn
- 1950 - 51: Chủ tịch Hiệp hội các nhà thần kinh học
- 1952 - 54: Chủ tịch Hội Y học Hoàng gia
- 1953: Bài giảng Ferrier, Hội Hoàng gia
- 1953: Hiệp sĩ
- 1959: Tiến sĩ danh dự, Đại học Cincinnati
- 1962 - 64: Chủ tịch Hiệp hội Vệ sinh và Sức khỏe Cộng đồng Hoàng gia
- 1964: Thành viên của Đại học College, London